# Кагера (река)
Кагера (Kagera) или Акагера је река у екваторијалној Африци, која извире у Руанди и тече ка североистоку на дужини од 400 km. Слив ове реке са притокама захвата око 60.000 km². Кагера се сматра изворишним краком реке Нил. У Танзанији се у реку улива притока Рувуву са Лувиронзом, што се узима за најудаљенији извор Нила, чиме је његова дужина око 6.671 km. Након краћег тока кроз Танзанију, Кагера се улива у Викторијино језеро, доносећи му годишње 6,5 милиона м³ воде годишње.